# Obviamente Demito-o!
Obviamento demito-o! é uma peça de teatro com texto e encenação de Hélder Costa, estreada em 25 de Abril de 2008, pela Companhia de Teatro A Barraca, no Teatro Cinearte, em Lisboa.
«Obviamente demito-o!». Com esta frase Humberto Delgado criou o cataclismo que anunciou o fim de Salazar.

## Sinopse
«Obviamente demito-o!», não foi, porventura, só a frase mais importante do século XX português, mas também a frase mais teatral dita em Portugal nos últimos 50 anos.
O General Delgado tinha conseguido articular o poder de síntese – a dramaturgia, o momento e local de actuar – a encenação, e tinha compreendido o que iria agradar ao seu público: o povo português.
Tinha estimulado os sentimentos, espalhado a emoção, acendido a esperança.
Apresentava um final convincente para a tragédia nacional, e assumia-se como actor competente. E como actor competente, acabou por ser assassinado,na fronteira.
A propósito destes e de outros acontecimentos, e à falta de melhor, costuma-se falar de drama Shakespeariano.
Quando Salazar, numa célebre entrevista a um jornalista do “L’Aurore”, continuou a assumir-se como Presidente do Conselho, falou-se do absurdo de Ionesco, de tragicomédia, de farsa trágica e de outras misturas de géneros teatrais.
Exemplo máximo de Tartufismo, dificilmente classificável.
Como definir o carácter e a ética de governantes que sujeitaram Salazar a essa humilhação? Uns sabujos que não tiveram vergonha de diminuir publicamente o homem — involuntariamente diminuído, note-se — por quem rastejara toda a vida?
Bom, mas isso já é outra história.
Este espectáculo quer demonstrar que o conflito existente entre o ditador Salazar e o general Delgado se resume em linhas gerais à contradição inconciliável entre a procura e felicidade e prazer na vida, ou a ideologia do sacrifício, do pecado e do martírio.
Com as correspondentes lealdade, sinceridade, gosto pelo risco e descoberta do futuro, contra a hipocrisia, prepotência e conservadorismo passadista.
A força de convicção dos seus destinos, transformou-os em seres irremediavelmente sós. O que lhes confere uma carga dramática excepcional, motivo determinante para a escrita e realização desta peça por Hélder Costa.

## Elenco e personagens
- João d'Ávila -  Humberto Delgado
- Maria do Céu Guerra / Paula Coelho - Sra. Maria, Cerejeira
- Sérgio Moura Afonso - Salazar
- Mariana Abrunheiro / Carla Alves / Patrícia Adão Marques - Arajaryr, Odete, Maria de Jesus
- Rita Fernandes - Lina, Madalena, Palmira, Christine Garnier, M. Eugénia, Florista
- Susana Costa -  Mariana, Geninha, Susini, jovem estudante
- Luís Thomar / Pedro Borges - Agrário, António Sérgio, Rosa Casaco, Rogério Paulo
- Rui Sá - Júlio, Agrário, Arlindo Vicente, Dr. Gusmão, Bisogno, Armando Caldas, Pai, Pide
- Sérgio Moras - Agrário, Kubitschek, Franco, Barbieri, Abel, Castro e Sousa, Populares, estudantes, manifestantes, “homens sem rosto”
- Adérito Lopes - Padre confessor, Correia de Oliveira, Silva Pais, Skorzeny, Cerejeira

## Digressão internacional
- Teatro SESC Santana - São Paulo - Brasil (5 e 6 de Novembro de 2008).
- Auditório Rádio Educadora - Crato - Cariri - Ceará - Brasil, integrado na 10.ª Mostra SESC Cariri de Cultura (12 de Novembro de 2008).
- Centro Cultural Sesc Luiz Severiano Ribeiro (antigo Cine São Luiz) - Fortaleza - Ceará - Brasil, integrado na Edição Especial de Fortaleza da 10.ª Mostra SESC Cariri de Cultura (18 de Novembro de 2008).
- Centro Dragão do Mar de Arte e Cultura - Fortaleza - Brasil (20 e 22 de Novembro de 2008).
- Théâtre Saint-Gervais - Genebra - Suíça (30 e 31 de Março, 1, 2 e 3 de Abril de 2010).

## Fonte
- Página da Companhia de Teatro A Barraca
- CETbase - Teatro em Portugal